# Al-Xerif al-Taliq
Abu-Abd-al-Màlik Marwan ibn Abd-ar-Rahman ibn Marwan ibn Abd-ar-Rahman an-Nàssir, conegut com aix-Xarif at-Taliq (958-1005), fou un poeta andalusí, rebesnét del califa Abd-ar-Rahman III. Va viure a Còrdova i fou empresonat als setze anys (vers 974) per haver matat el seu pare en una disputa per una noia. Fou a la presó on va escriure la seva obra poètica. Fou alliberat vers 989 i va morir vers 1005.